# Čemernica Lonjska
Čemernica Lonjska es una localidad de Croacia en el municipio de Kloštar Ivanić, condado de Zagreb.

## Geografía
Se encuentra a una altitud de 110 m s. n. m. a 50,5 km de la capital nacional, Zagreb.

## Demografía
En el censo 2011, el total de población de la localidad fue de 265 habitantes.
Según estimación 2013 contaba con una población de 259 habitantes.